# 分枝灯心草
分枝灯心草（学名：Juncus modestus）为灯心草科灯心草属的植物，为中国的特有植物。分布在中国大陆的四川、湖北、甘肃、陕西、贵州等地，生长于海拔2,150米至2,600米的地区，多生长在阴湿岩石上或林下潮湿处，目前尚未由人工引种栽培。

## 异名
- Juncus luzuliformis Franch. var. modestus Buch.